# Tasgius winkleri
Tasgius winkleri är en skalbaggsart som först beskrevs av Max Bernhauer 1906.  Tasgius winkleri ingår i släktet Tasgius, och familjen kortvingar. Enligt den svenska rödlistan är arten nära hotad i Sverige. Arten förekommer i Götaland, Gotland och Öland. Artens livsmiljö är jordbrukslandskap, stadsmiljö.